# Michael Haydn
Johann Michael Haydn (tiếng Đức: [ˈhaɪdən] ⓘ; sinh ngày 14 tháng 9 năm 1737 - mất ngày 10 tháng 8 năm 1806) là nhà soạn nhạc người Áo thời kỳ cổ điển và là em trai của Franz Joseph Haydn. Ông được xem là một trong những nhà soạn nhạc quan trọng nhất thời kỳ âm nhạc Cổ điển.

## Cuộc đời
Michael Haydn được sinh ra năm 1737. Con đường sự nghiệp chuyên nghiệp ban đầu của Michael đã được dẫn dắt bởi người anh trai Joseph, có ca hát khéo léo đã đưa ông một vị trí như là một giọng nữ cao cậu bé tại nhà thờ St Stephen, Vienna dàn hợp xướng dưới sự chỉ đạo của Georg Reutter, cũng như Johann Georg Albrechtsberger và Franz Joseph Aumann,
Cùng một nguồn chỉ ra rằng Michael là một học sinh sáng hơn Joseph, và (đặc biệt là khi Joseph đã phát triển đủ để có sự cố giữ giọng soprano của mình) đó là ca hát của Michael đó là được ngưỡng mộ hơn.
Một thời gian ngắn sau khi ông rời trường ca đoàn, Michael được bổ nhiệm làm Kapellmeister tại Nagyvárad (Großwardein, Oradea) và sau đó, năm 1762, tại Salzburg, nơi ông ở lại cho 43 năm, trong thời gian đó ông đã viết hơn 360 tác phẩm, bao gồm cả nhà thờ và nhạc khí.
Michael vẫn gần Joseph tất cả của cuộc đời mình. Joseph đánh giá cao âm nhạc của em trai mình. Ông qua đời tại Salzburg ở tuổi 68.

## Tác phẩm
Các tác phẩm của ông bao gồm cả thế tục và tôn giáo. Về thế tục có các loại như symphony, concerto, serenade, ballet, quintet, quartet, sonata (trio, duo, solo), aria, canon, opera và các vũ khúc, hành khúc.
Về tôn giáo có các thể loại như antiphon, cantata, canticle, gradual, hymn, mass, motet, offertorie, oratorio, psalm, requiem.

## Danh sách các sáng tác

### Khí nhạc
- 1.1 Symphonies (43 symphonies + single movements of symphonies)
- 1.2 Concertos (12 concertos + 1 single movement)
- 1.3 Serenades (21 serenades, cassations, notturni và divertimenti)
- 1.4 Incidental music (1)
- 1.5 Ballets (3)
- 1.6 Dances (15 tuyển tập của Menuetti, 3 của Menuettini, 1 English Dances, 1 German Dances)
- 1.7 Marches (15 marches và fragments of marches)
- 1.8 Quintets (6)
- 1.9 Quartets (19)
- 1.10 Trio Sonatas (10)
- 1.11 Duo Sonatas (4)
- 1.12 Solo Sonatas (2)
- 1.13 Keyboard (19 sáng tác)
- 1.14 Tác phẩm không rõ (1)

### Thanh nhạc tôn giáo
- 2.1 Antiphons (47)
- 2.2 Cantatas (5)
- 2.3 Canticles (65)
- 2.4 Graduals (130)
- 2.5 Hymns (16)
- 2.6 Masses (47)
- 2.7 Motets (7)
- 2.8 Offertories (65)
- 2.9 Oratorios (7)
- 2.10 Psalm settings (19)
- 2.11 Requiem (2)
- 2.12 Tác phẩm khác (42)

### Thanh nhạc thế tục
- 3.1 Arias (8)
- 3.2 Canons (65)
- 3.3 Cantatas (14)
- 3.4 Part-songs (97)
- 3.5 Operas (1)
- 3.6 Serenatas (1)
- 3.7 Singspiele (11)
- 3.8 Songs (46)